# Ми, Артур Генри
Артур Генри Ми (англ. Arthur Henry Mee; 1875—1943) — английский писатель, журналист и педагог.
Наиболее известен своими капитальными работами: «Королевская Англия» и «Детская энциклопедия».

## Биография
Родился 21 июля 1875 года в Стейплфорде, графство Ноттингемшир, и был вторым ребёнком в семье из десяти детей Генри Ми и его жены Мэри Флетчер.
Рано начал зарабатывал деньги для семьи, читая отчеты английского парламента местному слепому. Учился в школе, но бросил её в четырнадцать лет, чтобы работать в местной газете, где Артур стал редактором к двадцати годам. Он написал много научно-популярных статей для журналов и присоединился к сотрудникам газеты Daily Mail в 1898 году. Пять лет спустя он стал литературным редактором этой многотиражной газеты.
В 1903 году Артур Ми начал работать в лондонском издательстве Fleetway Publications у Альфреда Хармсворта. В 1905—1907 годах работал главным редактором The Harmsworth Self-Educator вместе с Джоном Хаммертоном, который впоследствии внес свой вклад в первое издание Детской энциклопедии Ми.
В 1908 году он начал работу над «Детской энциклопедией», которая выходила раз в две недели. Вскоре после этого серия была опубликована и переплетена в восемь томов, а позже расширена до десяти томов. После успеха «Детской энциклопедии» Артур Ми начал издавать первую газету для детей — еженедельную «Детскую газету», которая выходила до 1965 года.
Умер 27 мая 1943 года в Лондоне.

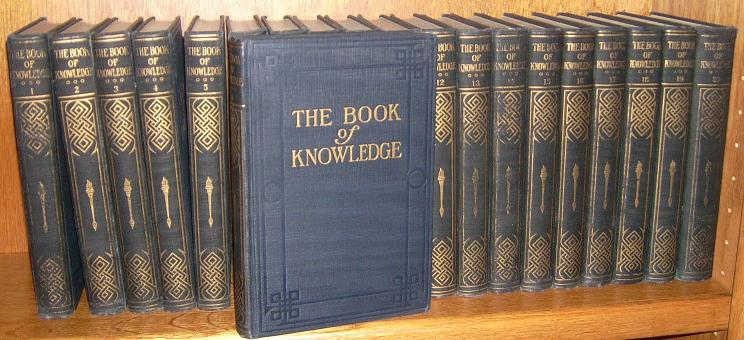
«Книга знаний»

Его книги продолжали публиковаться после смерти, в первую очередь «Королевская Англия» — путеводитель по графствам Англии. Работы Артура Ми пользовались успехом и за границей. Его «Детская энциклопедия» была переведена на китайский язык и хорошо продавалась в Соединенных Штатах под названием «Книга знаний» (The Book of Knowledge).

## Детская энциклопедия
Эта «энциклопедия для детей» в виде журнала, созданная Артуром Ми и публиковавшаяся издательством Educational Book Company, издавалась с 1908 по 1964 год. Энциклопедия стала существенным достижением в подходе к образованию, стремясь сделать обучение детей интересным и приятным. Её статьи были написаны четко и доступно для юного поколения.
Первоначально энциклопедия публиковалась частями раз в две недели (в период с марта 1908 по февраль 1910 года). Некоторые читатели переплетали свои журналы в сбоники. Первый восьмитомный вариант «Детской энциклопедии» был опубликован в 1910 году. Артур Ми написал вступительную и заключительную части энциклопедии. Иллюстрацией энциклопедии занимались многие художники Англии, включая Сьюзан Пирс, Чарльза Брока, Гарольда Миллара, Александра Фрэнсиса Лайдона, Артура Рэкема. В книгах были использованы фотографии Фрэнка Хинкинса, а также старинные гравюры, карты и графика.
«Детская энциклопедия» использовался в школах Великобритании и для подготовки учителей. Она переиздавалась под названиями: New Children’s Encyclopædia, Children’s Encyclopædia Magazine, Children’s Magazine и, наконец, как журнал My Magazine (издавался по 1933 год).
«Детская энциклопедия» была продана тиражом 800 000 экземпляров в 12 изданиях, прежде чем в начале 1920-х годов она была тщательно переработана. Новая 10-томная серия из 59 частей в 10 томах дебютировала в октябре 1922 года, и к 1946 году она выдержала 14 изданий всё той же компанией Educational Book Company.

### Детская энциклопедия
- Complete First edition
- Complete Russian translation